# FunHouse (pinball)
FunHouse es una mesa de pinball diseñada por Pat Lawlor y comercializada por Williams Electronics en 1990. Protagonizada por un muñeco de ventrílocuo parlante llamado Rudy, el juego tiene como tema el concepto de una casa de diversión en un parque de diversiones. FunHouse es uno de los últimos juegos de Williams en usar una pantalla alfanumérica; la empresa cambió a matriz de puntos al año siguiente.

## Descripción
La característica principal de FunHouse es la cabeza parlante de un muñeco de ventrílocuo, llamado Rudy, ubicado cerca del centro del campo de juego. Rudy responde a los eventos del juego, lo que incluye informar al jugador sobre bonificaciones especiales, burlarse y abuchear al jugador, y parece seguir la pelota con la mirada cuando se golpean ciertos objetivos. Rudy tiene la voz de Ed Boon, y la tecnología detrás de los movimientos faciales de Rudy fue apodada "Pin-Mation" por Williams.

## Jugabilidad
El tema general del juego es el de una casa de la risa, con el jugador asumiendo el papel de visitante para ver sus atracciones. El objetivo general del juego es adelantar el "tiempo de juego" a la medianoche y hacer que FunHouse se cierre, lo que permite al jugador iniciar el modo multibola. Un objetivo secundario del juego es completar el "Espejo misterioso" encendiendo todos sus modos, comenzando el modo "Super Frenzy". El juego termina cuando el jugador ha perdido todas las bolas, incluidas las bolas adicionales ganadas.
Cada objetivo y rampa tiene un nombre y una función siguiendo el tema de la casa de la diversión. Además del propio Rudy, la característica principal del juego es un reloj virtual en el centro del campo de juego, que avanza la hora actual en incrementos de diferentes números de minutos con cada tiro exitoso. Cuando el reloj llega a las 11:30, deja de avanzar y el juego anuncia que FunHouse cerrará en treinta minutos. Hacer un tiro exitoso al "Pasillo oculto" bloquea la bola actual y avanza el reloj a las 11:45. Hacer este tiro nuevamente bloquea la segunda bola y adelanta el reloj a la medianoche. Luego, Rudy se queda dormido y su boca permanece abierta: para iniciar Multiball, el jugador debe disparar una pelota a la boca de Rudy. Mientras hay al menos dos bolas en juego, el jugador puede ganar un Jackpot disparando a la trampilla junto a Rudy mientras está abierta. Cuando finaliza el modo multibola, el tiempo se restablece a un tiempo de "apertura" anterior y el modo de una sola bola continúa como antes.

## Legado
La mesa de pinball Williams de 1993 Twilight Zone incluye música y citas del juego como parte de su modo "Fast Lock", y una cita diferente como sorpresa oculta en su modo "Clock Chaos".
La mesa de pinball Williams de 1994 Red & Ted's Road Show incluye dos cabezas animadas que funcionan de manera similar a Rudy.

## Versiones digitales
FunHouse estuvo disponible como mesa con licencia de The Pinball Arcade hasta el 30 de junio de 2018, cuando expiró la licencia con WMS. La mesa también está incluida en Pinball Hall of Fame: The Williams Collection y el juego de arcade UltraPin. Con la licencia para las recreaciones digitales de las mesas de WMS Industries pasando a Zen Studios, la compañía anunció en 2020 que FunHouse estará entre una próxima sexta ola de mesas que se incluirán en su propia selección de mesas de pinball de Williams como contenido descargable para Pinball FX 3.